# 木卫二轨道飞行器

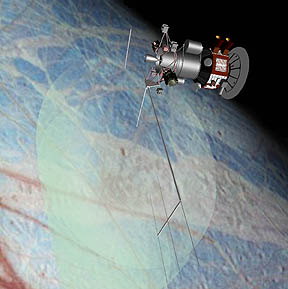
木卫二轨道飞行器艺术相像图。

木卫二轨道飞行器 （Europa Orbiter）是美国航天局计划前往木星卫星木卫二的探测任务，2002年被取消。该任务的主要目标包括确定是否存在地下海洋及未来着陆器任务的候选地点。1998年，木卫二轨道器获得美国宇航局“冰与火项目”拨付的前期研究资金。

## 历程
木卫二轨道飞行器是为执行对木卫二探测而设计的一艘质量900公斤（2000磅）的轨道飞行器，其中500公斤（1100磅）为机动燃料。 它将由放射性同位素热电发电机（RTG）提供动力，2003年搭乘航天飞机发射升空，这意味着它将在2007年抵达木星，届时，将展开以木卫二为重点的三部分探索之旅。该探测器将进行抗辐射加固，以便能在预计4兆拉德的辐射环境下生存。
探测设备载荷将包括一架测量木卫二冰层厚度的雷达，并确定冰层下面是什么，其他仪器则有高度计、成像系统等相关设备。
1999年，美国航天局发布了征集木卫二轨道飞行器、冥王星-柯伊伯特快车和帕克太阳探测器科考提案的“机会公告”。
木卫二轨道飞行器的研究结果将有助于木星-木卫二轨道飞行器（JEO），也是美国宇航局对计划于2020年发射的国际木卫二－木星系統任務（EJSM）所作的一次的贡献，但木卫二-木星系统任务于2011年被取消。
木卫二轨道飞行器概念不应与木星-木卫二轨道飞行器相混淆，后者是与欧空局（ESA）联合进行的一项可行性研究，木衛二－木星系統任務最终也被取消。
该时代的另一项任务则是“欧罗巴快船” ，这是一项类似于星尘号的取样返回任务。
美国航天局下一次前往木星的任务是朱诺号，它于2005年被选为继新视野号后的下一项新疆界任务，它于2011年发射，并在2016年夏天抵达木星。
2002年的一份文件指出，该任务面临以下挑战：“直接入轨所需能源极大、任务持续时间较长、受辐射总剂量过高以及需要放射性同位素热电发电机”，其中一种任务规划提到先进入木星轨道，然后利用木星卫星的多重引力辅助，帮助它以较少的火箭燃料进入木卫二轨道。

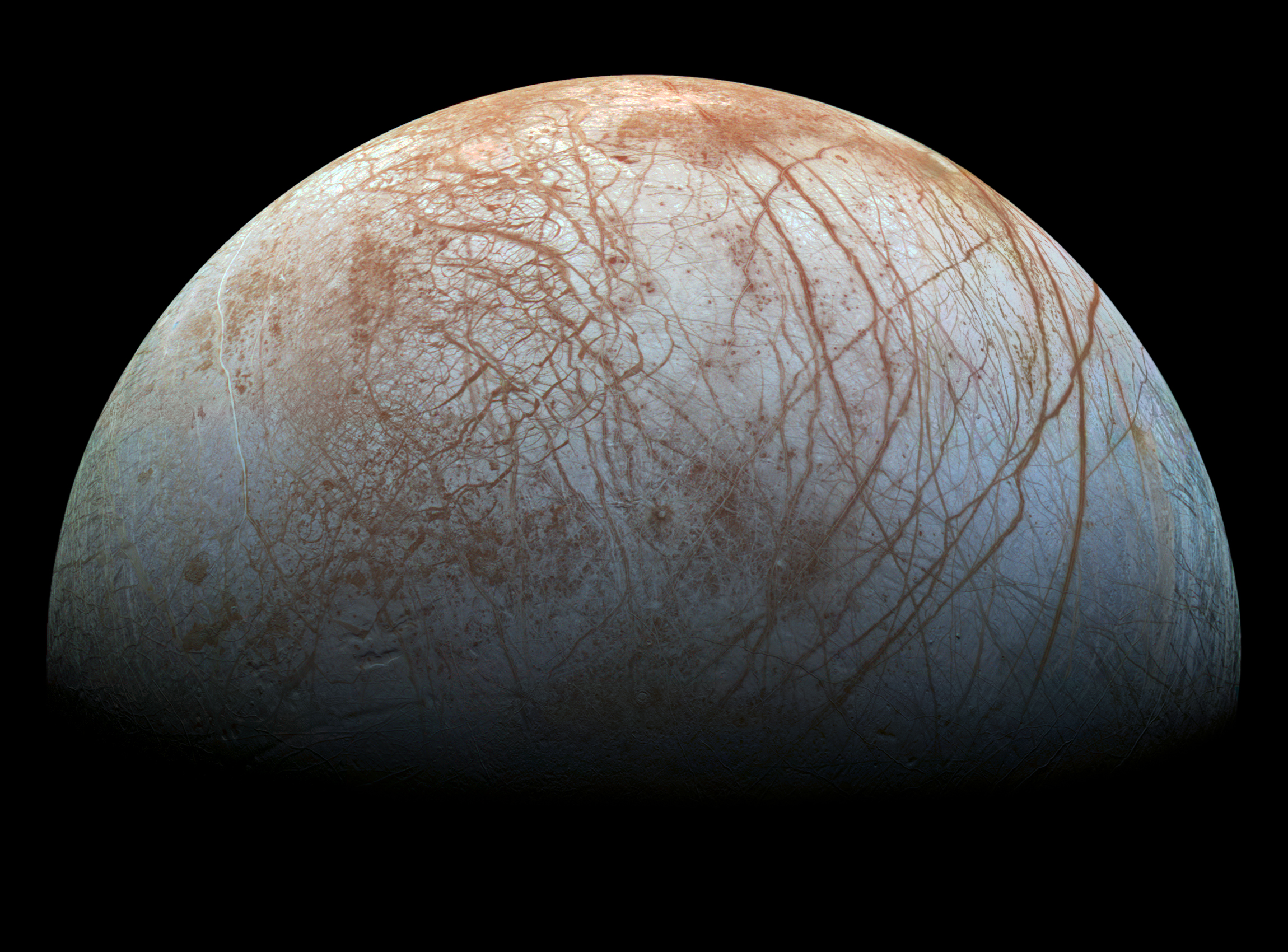
木卫二背木星半球表面显示出众多的线纹。

## 遗留
进入21世纪后，有人提议，木卫二轨道飞行器的目标应该是找到表面分布有最新鲜地表下物质的地方，此类地点将是后续登陆器的目的地，在那儿可以研究地下物质，而不必钻穿冰层。
另一值得注意的方面是，在2002年该任务被取消前，对这一概念研究了近三年。在“木卫二轨道飞行器”之后，美国宇航局将注意力转向了为木卫二开发一种核裂变动力的轨道器—普罗米修斯项目 。

## 比较
美国航天局以木卫二为目标的概念性任务比较。
 
| 名称              | 期限      | 电源       | 运载火箭               |
| ----------------- | --------- | ---------- | ---------------------- |
| 木卫二轨道飞行器  | 1999–2002 | RTG        | 航天飞机               |
| 木星冰月轨道器    | 2004–2005 | 核裂变     | 三角洲4号              |
| 木星-木卫二轨道器 | 2008–2011 | RTG        | 三角洲4号、擎天神5号等 |
| 欧罗巴快船        | 2015–     | 太阳能电池 | 其他选项               |

## 另请参阅
- 欧罗巴快船——衛星探測任務
- 木星-木卫二轨道飞行器
- 欧罗巴着陆器